# Finale UEFA Champions League 2013
De UEFA Champions Leaguefinale van het seizoen 2012/13 was de 21e finale in de geschiedenis van de Champions League. De wedstrijd werd gespeeld op 25 mei 2013 in het Wembley Stadium in Londen. Met Borussia Dortmund en Bayern München stonden er voor het eerst twee Duitse clubs in de finale van het kampioenenbal. In 1980 stonden al wel twee Duitse club tegenover elkaar in de finale van de UEFA Cup. Eintracht Frankfurt legde toen ten koste van Borussia Mönchengladbach beslag op de Europcup I. Bayerntrainer Jupp Heynckes was destijds de verliezend coach van Mönchengladbach.
Bayern München  won de finale met 1-2. Mario Mandžukić maakte de eerste goal voor Bayern München. Met een penalty maakte Borussia Dortmund de stand weer gelijk. Arjen Robben scoorde in het slot van de wedstrijd het beslissende doelpunt en werd na afloop door de UEFA verkozen tot "Man of the Match". Daniel Van Buyten was de tweede Belg, na Eric Gerets, die de Europa Cup I wist te winnen.

## Organisatie
Op 16 juni 2011 werd bekend dat het Wembley Stadium het decor zou worden van de Champions Leaguefinale in 2013. Twee jaar eerder, in 2011, had de finale van het kampioenenbal daar ook al plaatsgevonden. Het was de eerste keer dat binnen drie jaar de finale twee keer in hetzelfde stadion plaatsvond. Bij de discussie over de korte periode tussen de twee wedstrijden gaf UEFA-voorzitter Michel Platini aan dat de eindstrijd in Engeland zou plaatsvinden ter viering van het 150-jarige bestaan van de Engelse voetbalbond. Zeven maal eerder was het Wembley Stadium het decor voor de finale van het belangrijkste Europese voetbaltoernooi voor clubs: in 1963, 1968, 1971, 1978, 1992 en 2011. De voormalige Engelse international en tweevoudig Champions Leaguewinnaar Steve McManaman werd aangewezen als ambassadeur voor de finale.

## Voorgeschiedenis

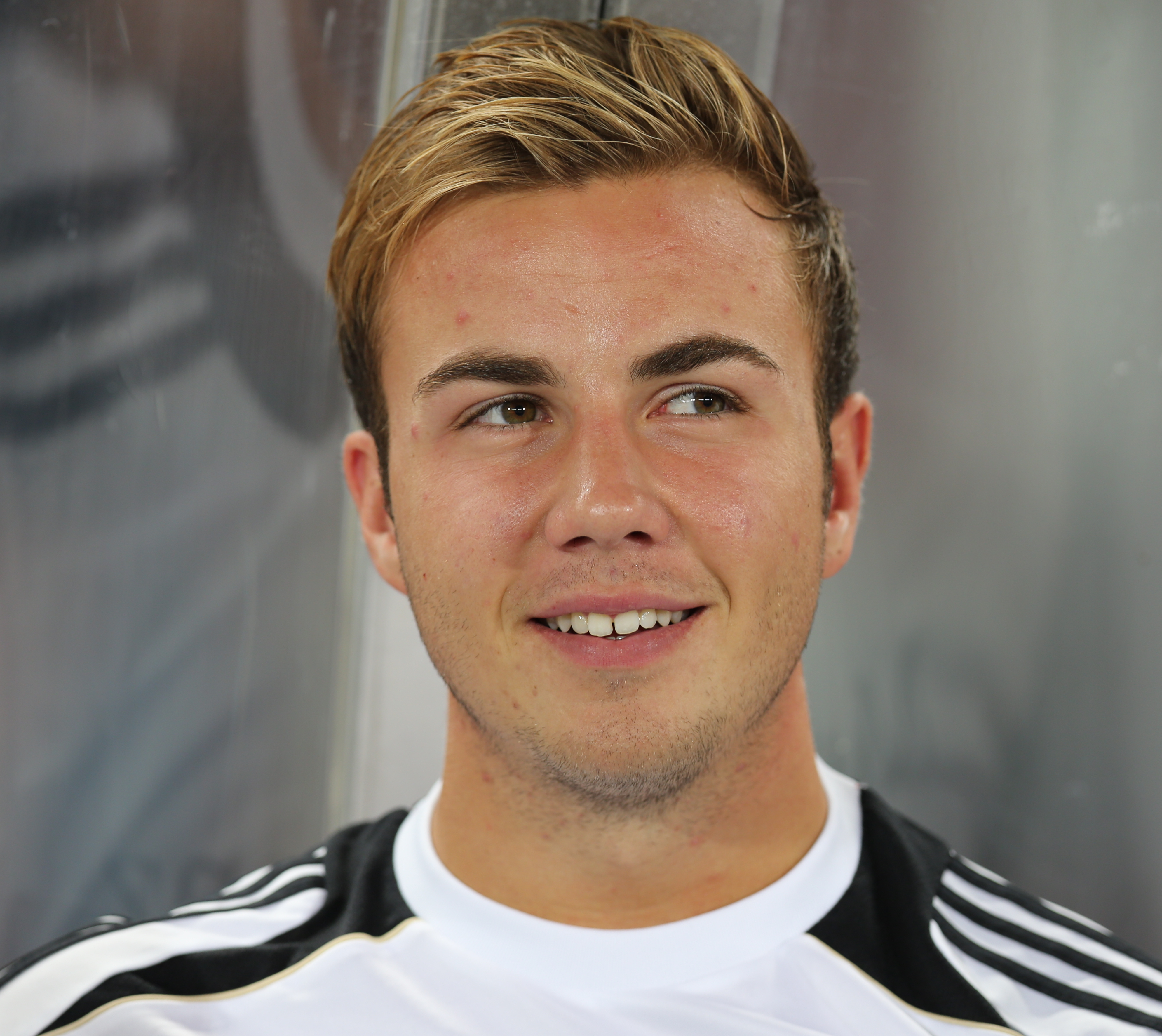
In april 2013 maakte Bayern bekend dat het de middenvelder Mario Götze na het seizoen zou overnemen van Dortmund. De finale miste hij wegens een blessure.

Borussia Dortmund was in 1966 de eerste Duitse club die een Europese trofee wist winnen. Borussia Dortmund veroverden toen de Europacup II ten koste van Liverpool. Bayern München is dan weer de meest succesvolle Duitse club in Europa. In de jaren 70 won het drie keer op rij de Europacup I. De Champions League, UEFA Cup en Europacup II won Bayern München elk één keer. Borussia Dortmund was wel de eerste Duitse club die de Champions League wist te winnen. In 1997 versloeg het in nota bene het stadion van Bayern Munchen titelverdediger Juventus met 3-1. Bayern München  speelde al vier Champions Leaguefinales, maar trok enkel in 2001 aan het langste eind. Bayern München versloeg toen Valencia na strafschoppen. In 2012 verloor Bayern München in de finale van Chelsea, eveneens na strafschoppen.
In het seizoen 2012/13 van de Bundesliga verzekerde Bayern München zich op 6 april 2013 van de landstitel. Nog nooit eerder was een Duitse club zo vroeg kampioen geworden. In de heenronde van de competitie speelden Bayern München en Dortmund 1-1 gelijk. Op 27 februari 2013 schakelde Bayern München Borussia Dortmund uit in de kwartfinale van de DFB-Pokal (1-0). In augustus 2012 had Bayern München ook de DFB-Supercup gewonnen na een zege tegen Borussia Dortmund (2-1). Enkele dagen na de terugwedstrijd van de halve finale van de Champions League, speelden Bayern München en Borussia Dortmund in de competitie een laatste keer tegen elkaar. Beide trainers stelden niet hun beste elftal op. Het werd 1-1.

### Transfer Götze
Op 23 april 2013 raakte bekend dat Mario Götze Borussia Dortmund na het seizoen zou verlaten voor Bayern München. Dat Bayern Munchen dat vlak voor de heenwedstrijd van de halve finale van de Champions League had bekendgemaakt, viel niet in goede aarde. Op het internet doken verscheidene filmpjes op van Dortmundsupporters die het shirt van de Duitse middenvelder verbrandden. Tijdens een training voor de terugwedstrijd van de halve finale van de Champions League kreeg Götze ook politiebegeleiding. Oud-Bayernspeler en international Lothar Matthäus noemde de transfer "ongeloofwaardig" en "een beschadiging voor het voetbal". Ottmar Hitzfeld, in het verleden trainer van zowel Bayern als Borussia Dortmund , begreep dan weer niet waarom Bayern München hem niet enkele jaren eerder was gaan halen. Tijdens de terugwedstrijd van de halve finale van de Champions League raakte Götze geblesseerd, waardoor hij de finale tegen Bayern München miste.

### Weg naar de finale

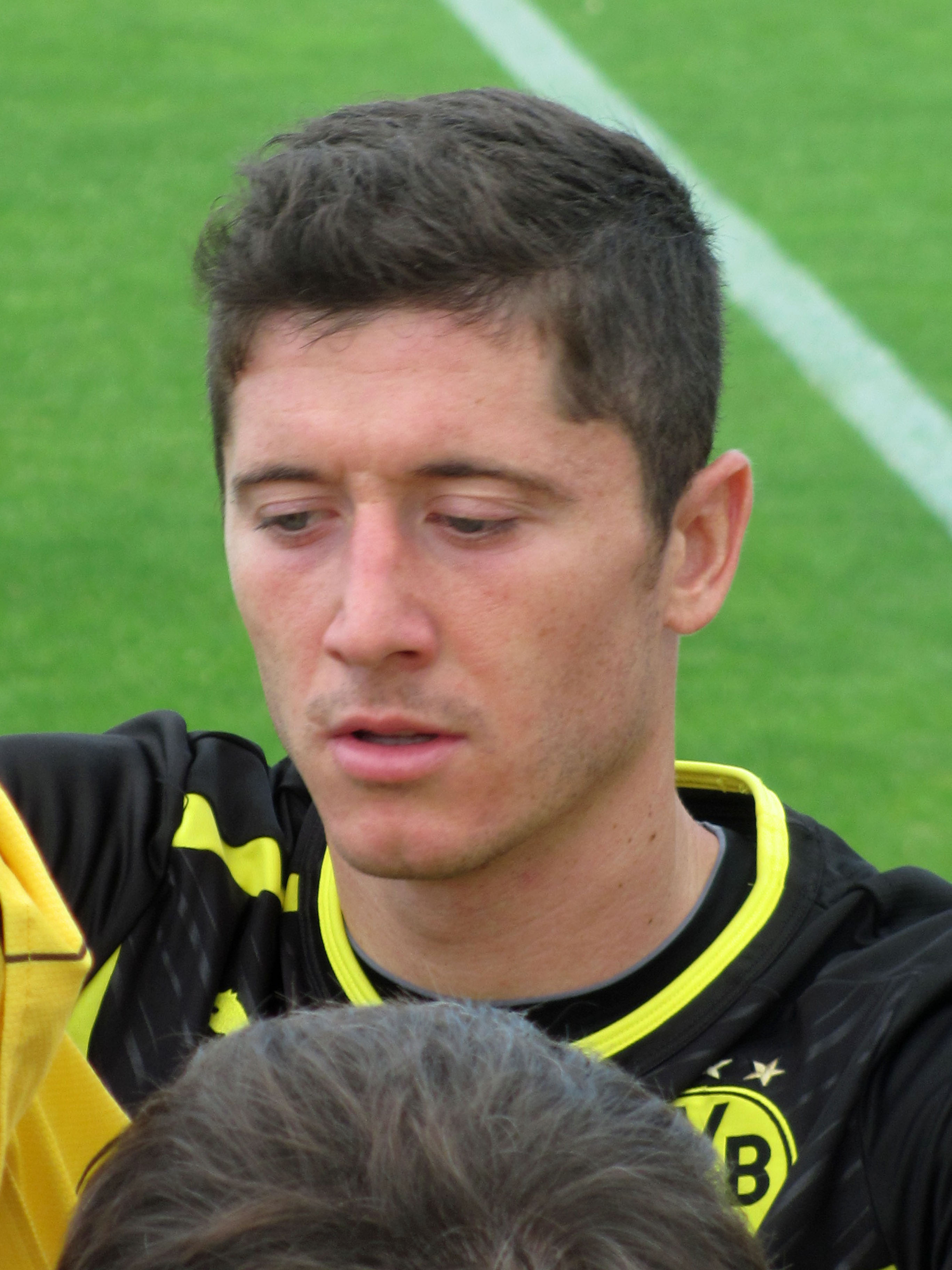
Robert Lewandowski (Dortmund) scoorde vier keer in de heenwedstrijd van de halve finale.

Bayern München plaatste zich in groep F zonder problemen voor de volgende ronde. Het werd groepswinnaar in de poule van Valencia, BATE Borisov en Lille. In de 1/8 finale nam Bayern München het op tegen Arsenal. Bayern München won de heenwedstrijd in Londen overtuigend met 1-3. De thuiswedstrijd leek overbodig, maar werd alsnog met 0-2 verloren. Ondanks een totaalscore van 3-3 mocht Bayern München door. Het scoorde immers een keer meer op verplaatsing. In de kwartfinale stond Bayern tegenover Juventus. Zowel de heen- als terugwedstrijd werd overtuigend met 2-0 gewonnen. In de halve finale wachtte met FC Barcelona een van de topfavorieten. Bayern München blikte FC Barcelona in eigen huis in met 4-0. Ook in Camp Nou ging de zege naar Bayern München : 0-3.
Ook Borussia Dortmund werd groepswinnaar. In de poule van Real Madrid, Ajax en Manchester City verloor de ploeg geen enkele keer. In de 1/8 finale had Borussia Dortmund iets meer moeite. In de heenwedstrijd mocht Borussia Dortmund tevreden zijn met een 2-2 gelijkspel tegen Sjachtar Donetsk. In de terugwedstrijd trokken de Borussia Dortmund het laken naar zich toe met een duidelijke 3-0 zege. In de kwartfinale trof Borussia Dortmund met Málaga opnieuw een Spaanse club. De heenwedstrijd in Málaga eindigde ondanks heel wat doelkansen in een scoreloos gelijkspel. In de terugwedstrijd kwam Malaga als eerste op voorsprong. Borussia Dortmund maakte nog voor de rust gelijk, maar keek na iets meer dan 80 minuten opnieuw tegen een achterstand aan. Borussia Dortmund, dat niet genoeg had aan een gelijkspel, scoorde in de toegevoegde tijd nog twee keer. Bij het laatste doelpunt van zowel Málaga als Borussia Dortmund was er sprake van buitenspel. Vooral bij de laatste treffer van Borussia Dortmund gingen de scheidsrechter en zijn assistenten zwaar in de fout. Niet alleen stonden er vier Dortmundspelers buitenspel bij de voorzet die aan het beslissende doelpunt voorafging, ook Felipe Santana stond buitenspel toen hij het leer na wat geharrewar uiteindelijk over de doellijn werkte. Málaga diende achteraf een klacht in bij de UEFA. In de halve finale nam Borussia Dortmund het opnieuw op tegen Real Madrid. In de groepsfase hadden de Spanjaarden niet kunnen winnen van Borussia Dortmund(2-1 en 1-1) en ook in de halve finale was Borussia Dortmund te sterk. In Dortmund werd het 4-1 na vier treffers van de Poolse spits Robert Lewandowski. De terugwedstrijd in Madrid eindigde op 2-0.

## Wedstrijdverslag

### Eerste helft
Borussia Dortmund begon het best aan de finale en drukte Bayern München meteen naar achter. Na iets meer dan 10 minuten leverde dat ook twee grote kansen op. Een knap afstandsschot van Robert Lewandowski werd gepareerd door Manuel Neuer en ook het schot van Jakub Błaszczykowski werd door de doelman van Bayern München tegengehouden. Franck Ribéry ontsnapte na 25 minuten aan een rode kaart, toen zijn elleboogstoot richting Lewandowski niet bestraft werd door scheidsrechter Nicola Rizzoli. Na die fase creëerde ook Bayern München enkele kansen en toonde het zich vooral in de luchtduels het sterkst. Een kopbal van Mario Mandžukić werd door Roman Weidenfeller op de lat getikt. In de daaropvolgende hoekschop kopte Javier Martínez over.
Arjen Robben kreeg na een half uur de grootste kans. Hij mocht alleen op doel afstormen, maar plaatste zijn schot tegen de schouder van de goed uitgekomen Weidenfeller. Aan de overkant kreeg Lewandowski nog een schietkans, maar Neuer wierp zich voor de bal en keerde het schot. In de slotminuten van de eerste helft ging Mats Hummels onder een diepe bal van Dante door. Het leer viel zo voor de voeten van Robben, die recht op het gelaat van Weidenfeller besloot.

### Tweede helft
Na de rust veranderde het wedstrijdbeeld en was het Bayern München dat het heft in handen nam. Na 59 minuten speelde Ribéry zijn ploegmaat Robben vrij. Die omspeelde Weidenfeller en bracht de bal voor doel, waar Mandžukić hem maar had binnen te tikken: 0-1. Een achttal minuten later kreeg Borussia Dortmund een strafschop na een overtreding van Dante op Marco Reus. Gelukkig voor Bayern München hield Rizzoli zijn kaarten op zak, want de Braziliaanse verdediger had al een gele kaart achter zijn naam staan. İlkay Gündoğan zette de penalty feilloos om: 1-1. Ondanks de gelijkmaker bleven de beste kansen voor Bayern. Thomas Müller omspeelde Weidenfeller en schoot richting tweede paal, waar Neven Subotić het leer net voor Robben wegwerkte. In de slotminuten pikte de Nederlander dan toch zijn doelpunt mee. Ribéry controleerde een diepe bal, die door Robben werd opgepikt. Hij ontweek de tackle van Hummels en tikte de bal beheerst voorbij Weidenfeller: 1-2.

### Wedstrijddetails
|                           |                     |         |                          |                                                                                      |
| 25 mei 2013 20:45 (UTC+2) | Borussia Dortmund   | 1 – 2   | Bayern München           | Wembley Stadium, Londen Toeschouwers: 86.298 Scheidsrechter: Nicola Rizzoli (Italië) |
| 25 mei 2013 20:45 (UTC+2) | Gündoğan 68' (pen.) | Verslag | 60' Mandžukić 89' Robben | Wembley Stadium, Londen Toeschouwers: 86.298 Scheidsrechter: Nicola Rizzoli (Italië) |

| Borussia Dortmund | Bayern München |

| Borussia Dortmund: |    |                      |       |
|                    |    |                      |       |
| GK                 | 1  | Roman Weidenfeller   |       |
| RB                 | 26 | Łukasz Piszczek      |       |
| CB                 | 4  | Neven Subotić        |       |
| CB                 | 15 | Mats Hummels         |       |
| LB                 | 29 | Marcel Schmelzer     |       |
| CM                 | 6  | Sven Bender          | 90+1' |
| CM                 | 8  | İlkay Gündoğan       |       |
| AM                 | 11 | Marco Reus           |       |
| RW                 | 16 | Jakub Błaszczykowski | 90+1' |
| CF                 | 9  | Robert Lewandowski   |       |
| LW                 | 19 | Kevin Großkreutz     | 73'   |
| Wisselspelers:     |    |                      |       |
| MF                 | 5  | Sebastian Kehl       |       |
| MF                 | 7  | Moritz Leitner       |       |
| MF                 | 18 | Nuri Şahin           | 90+1' |
| GK                 | 20 | Mitchell Langerak    |       |
| DF                 | 21 | Oliver Kirch         |       |
| FW                 | 23 | Julian Schieber      | 90+1' |
| DF                 | 27 | Felipe Santana       |       |
| Coach:             |    |                      |       |
| Jürgen Klopp       |    |                      |       |

| Bayern München: |    |                        |           |
|                 |    |                        |           |
| GK              | 1  | Manuel Neuer           |           |
| RB              | 21 | Philipp Lahm           |           |
| CB              | 17 | Jérôme Boateng         |           |
| CB              | 4  | Dante                  | 29'       |
| LB              | 27 | David Alaba            |           |
| CM              | 8  | Javi Martínez          |           |
| CM              | 31 | Bastian Schweinsteiger |           |
| AM              | 25 | Thomas Müller          |           |
| RW              | 10 | Arjen Robben           |           |
| CF              | 9  | Mario Mandžukić        | 90+3'     |
| LW              | 7  | Franck Ribéry          | 73' 90+1' |
| Wisselspelers:  |    |                        |           |
| DF              | 5  | Daniel Van Buyten      |           |
| MF              | 11 | Xherdan Shaqiri        |           |
| FW              | 14 | Claudio Pizarro        |           |
| GK              | 22 | Tom Starke             |           |
| MF              | 30 | Luiz Gustavo           | 90+1'     |
| FW              | 33 | Mario Gómez            | 90+3'     |
| MF              | 44 | Anatoli Tymosjtsjoek   |           |
| Coach:          |    |                        |           |
| Jupp Heynckes   |    |                        |           |

| UEFA Man of the Match: Arjen Robben (Bayern München) Assistent-scheidsrechters: Renato Faverani (Italië) Andrea Stefani (Italië) Vierde official: Damir Skomina (Slovenië) Vijfde en zesde official: Gianluca Rocchi (Italië) Paolo Tagliavento (Italië) |